# Bastiaan Giling
Bastiaan „Bas“ Giling (* 4. November 1982 in Alkmaar) ist ein ehemaliger niederländischer Radrennfahrer.

## Karriere
Von 2005 bis 2006 fuhr Giling für das deutsche T-Mobile Team, davor fuhr er drei Jahre lang für Rabobank Continental. In der Saison 2007 fuhr er für das Team Wiesenhof-Felt, ab 2008 für Cycle Collstrop.
2006 startete Giling bei der Vuelta a España und belegte Rang 125 in der Gesamtwertung. 2009 trat er vom Radsport zurück.

## Erfolge
1999
- Niederländischer Meister – Straßenrennen (Junioren)

2001
- eine Etappe Mainfranken-Tour

2004
- eine Etappe Triptyque des Monts et Châteaux (U23)
- Prolog Internationale Thüringen Rundfahrt (U23)
- Niederländischer Meister – Straßenrennen (U23)

## Teams
- 2002 Rabobank Continental
- 2003 Rabobank Continental
- 2004 Rabobank Continental
- 2005 T-Mobile Team
- 2006 T-Mobile Team
- 2007 Team Wiesenhof-Felt
- 2008 Cycle Collstrop
- 2009 Designa Kokken